# Житково (Ленинградская область)
Житково (до 1948 — Ристсеппяля, фин. Ristseppälä) — посёлок в Гончаровском сельском поселении Выборгского района Ленинградской области.

## Название
Топоним Ристсеппяля в дословном переводе означает «Крестокузнечное», топоним ведет свое происхождение от антропонима.
Зимой 1948 года решением райисполкома деревне Ристсеппяля было выбрано новое наименование — Слободка. В июле того же года комиссия по переименованию заменила название Слободка на Швецово, с обоснованием: «в память солдата Швецова, погибшего в 1944 году на территории сельсовета». Через месяц название Швецово было «переброшено» на деревню Ритасаари, а предложенное для деревни Ритасаари название Житково было перенесено на деревню Ристсеппяля, с обоснованием: «в память красноармейца Житкова, замученного белофиннами в тылу врага в 1944 году». 
Переименование было закреплено указом Президиума ВС РСФСР от 1 октября 1948 года.

## История

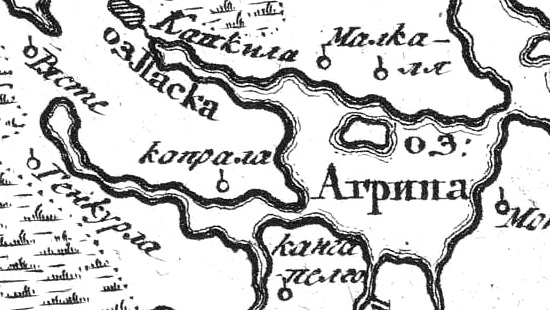
Деревня Ристсеппяля (Рясте) на русской карте 1745 года

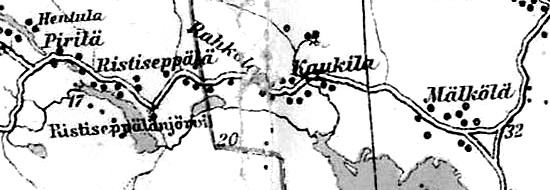
Деревня Ристсеппяля на финской карте 1923 года

До 1939 года деревня Ристсеппяля входила в состав волости Хейнъйоки Выборгской губернии Финляндской республики.
С 1 января 1940 года по 31 ноября 1944 года — в составе Карело-Финской ССР.
С 1 июля 1941 года по 31 мая 1944 года — финская оккупация.
С 1 декабря 1944 года — в составе Каукильского сельсовета Яскинского района.
С 1 октября 1948 года учитывается административными данными как деревня Житково в составе Житковского сельсовета Лесогорского района. В ходе укрупнения хозяйства к деревне были присоединены соседние селения Салми, Пириля, Юолукамяки, Арула, Коски, Репо, Кокопеся, Киуруниеми.
С 1 мая 1950 года — в составе Выборгского района.
В 1961 году население деревни составляло 539 человек.
Согласно данным 1966 и 1973 годов посёлок Житково являлся административным центром Житковского сельсовета
Согласно данным 1990 года посёлок Житково являлся административным центром Житковского сельсовета, в который входили 8 населённых пунктов: посёлки Барышево, Вещево, Гранитное, Житково, Зверево, Кузьминское, Торфопредприятие «Выборгское»; посёлок при станции Вещево, общей численностью населения 2660 человек. В самом посёлке проживали 615 человек.
В 1997 году в посёлке Житково Житковской волости проживали 815 человек, в 2002 году — 899 человек (русские — 84 %). Посёлок являлся административным центром волости.
В 2007 году в посёлке Житково Гончаровского СП проживали 938 человек, в 2010 году — 950 человек.

## География
Посёлок расположен в восточной части района на автодороге 41К-450 (Житково — Щербаково) к северу от автодороги 41К-084 (Зверево — Малиновка).
Расстояние до административного центра поселения — 20 км. 
В посёлке находится недействующая железнодорожная станция Житково. 
Посёлок находится на восточном берегу Ключевского озера. К востоку от посёлка расположено болото Полевой Мыс.

## Демография
| 2007 | 2010 | 2017 | 2021 |
| ---- | ---- | ---- | ---- |
| 938  | ↗950 | ↘849 | ↗863 |

## Улицы
Дальний проезд, Дальняя, Ключевская, Лесная, Окольный проезд, Окружное шоссе, Островская, Полевая, Родниковый проезд, Садовая, Скалистый проезд, Фермерский тупик, Хуторская, Центральная, Школьная, Щербаковская дорога.